# Elizabeth Scheu Close

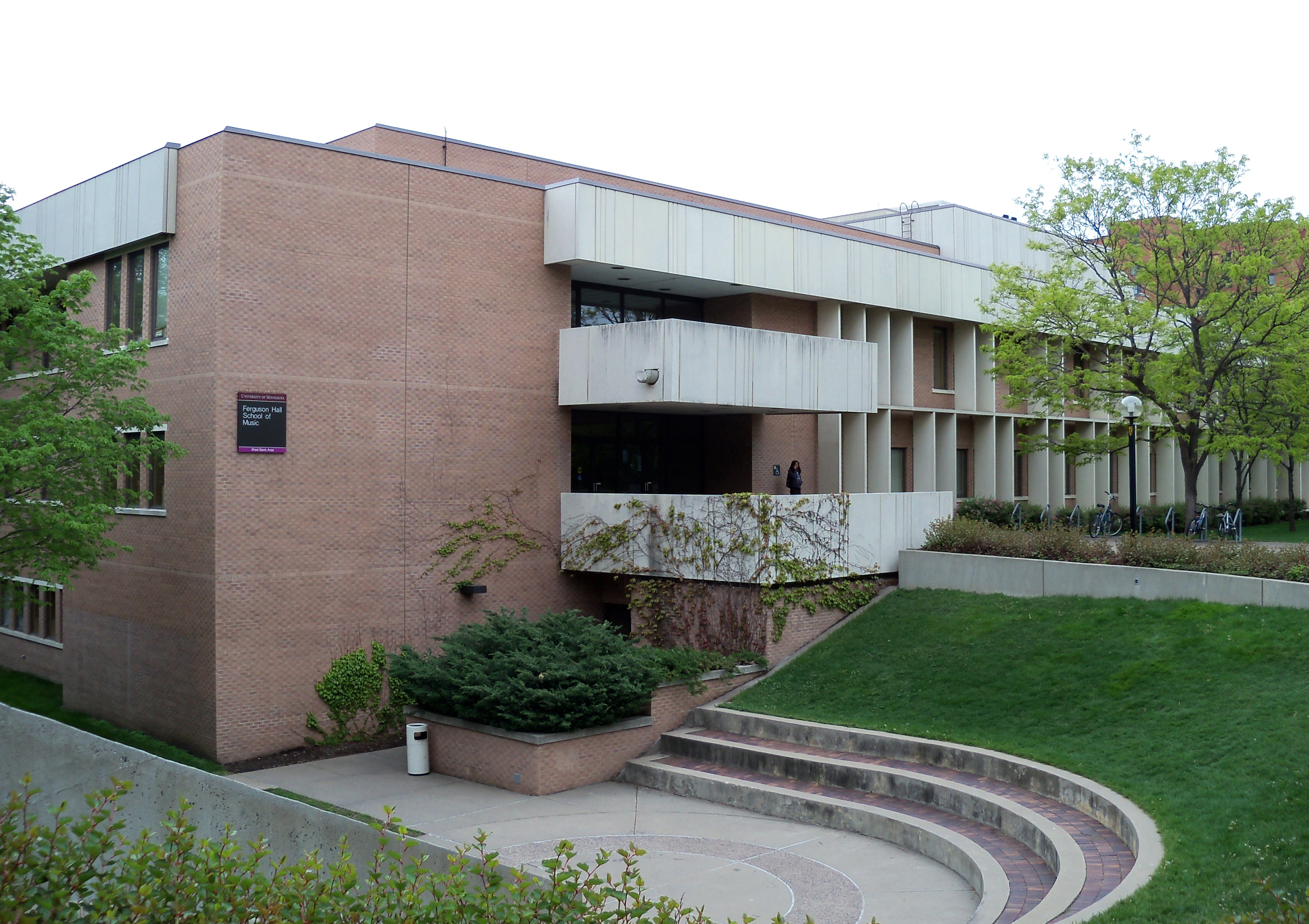
Ferguson Hall, en Minnesota

Elizabeth Scheu Close (Viena, 4 de junio de 1912 - Minneapolis, 29 de noviembre de 2011), fue una arquitecta austriaco-estadounidense,  posiblemente la primera mujer con licencia para ejercer la arquitectura en Minnesota, y además fue la primera mujer en recibir la Medalla de Oro al Mérito del American Institute of Architects de Minnesota, en el año 2002, por su trayectoria profesional.

## Biografía
Elizabeth Scheu se crio en Viena, Austria, y creció en la casa familiar de sus padres (Gustav Scheu, abogado y concejal, promotor del movimiento de las Ciudades Jardín y activo impulsor nuevas reformas para la vivienda; su madre, Helene Scheu-Riesz, escritora, editora y publicista de libros para niños), que había sido diseñada por Adolf Loos. Esta casa es uno de los ejemplos de la arquitectura de Loos, formando parte los anales de la historia de la arquitectura, y desempeñó un papel importante en el deseo de Lisl, como así era conocida Elizabeth, de dedicarse a la arquitectura.
Inició su educación arquitectónica en la Technische Hochschule de Viena, pero con el aumento de las tensiones políticas y el ascenso al poder de los nazis, Lisl abandonó Austria en 1932. Gracias a Edward Filene, magnate americano amigo de la familia y visitante frecuente de la Casa Scheu, se trasladó a Estados Unidos y se matriculó en el Instituto Tecnológico de Massachusetts (MIT)  donde obtuvo su “Bachelor in Architecture “ en 1934 y su “Master in Architecture” en 1935. Fue la única mujer en su clase de la escuela de posgrado, donde conoció a Winston A. Close (nacido en Appleton, Minnesota), conocido como "Win", que se convertiría primero en su socio arquitectónico y más tarde en su marido.
Al terminar en el MIT, Win Close, fue contratado por la firma Minneapolis Magney y Tusler; mientras que Lisl descubrió que las empresas de arquitectura no tenían ningún interés en contratar a mujeres como arquitectas. Al final consiguió un contrato con  Richard Neutra. Pero al poco tiempo, en 1935, Oskar Stonorov la contrató para trabajar en Westfield Acres, un proyecto de vivienda pública PWA en Camden, Nueva Jersey. En 1936 Winston Close le informó de la oportunidad de unirse a la firma de Magney y Tusler en Minneapolis y trabajar en Sumner Field, un proyecto WPA, trabajo que consiguió y se reunió con él.
En 1938 Lisl y Win abrieron la firma Scheu & Close (más tarde Close Associates) en Minneapolis y dos meses más tarde, se casaron.
Su firma destacó en los diseños de viviendas, tanto públicas como privadas, complejos médicos y el Gray Freshwater Biological Institute en Lake Minnetonka, que obtuvo el Premio de Honor de la Sociedad de Arquitectos de Minnesota. Sus proyectos se caracterizaban por plantas libres y funcionales, dobles alturas y amplios ventanales tanto horizontales como verticales; que proporcionaban una gran iluminación interna de los espacios, que además muchas veces se acentuaba por luz directa a través de tragaluces, o luz diáfana proveniente de terrazas y corredores techados; la mezcla de materiales como ladrillo de barro, madera y bloques de concreto, era utilizada indistintamente tanto en interiores como en exteriores, siempre con elegancia y sin ornamentos. También se introdujeron en el mundo del diseño de mobiliario, especialmente destinado a las viviendas que proyectaban. Además, realizaban sus trabajos con presupuestos accesibles. Cabe destacar entre sus proyectos la conocida como Casa Duff que ganó el Twenty Five-Year Award del American Institute of Architects, seccional Minnesota.
Durante la Segunda Guerra Mundial, al tener que servir Win en la Marina de los Estados Unidos, la firma de arquitectos de Close paró temporalmente. Lisl Close fue contratada por la compañía con sede en Minnesota Page & Hill, que se dedicaba a diseñar viviendas prefabricadas. La empresa buscó a Lisl al enterarse de que la fabricación y distribución de casas prefabricadas fue el tema de su tesis de pregrado en el MIT. Lisl diseñó por lo menos veinticinco modelos de casas, para Page & Hill, cada uno de ellos diseñado para ser empacado y enviado en un solo camión. Tras el conflicto bélico, Win inició una nueva etapa como profesor de arquitectura en la Universidad de Minnesota y este cargo lo compaginaba con el de arquitecto asesor del campus entre 1950 y 1971, mientras que Lisl asumió la mayoría de las responsabilidades de diseño de Close Associates; lo cual compaginaba con la docencia  en la Escuela de Arte de Minneapolis, ahora el Colegio de Minneapolis de Arte y Diseño, donde daba clases de diseño de interiores.
Tanto Win com Lisl Close fueron elegidos Fellows de la AIA en 1969 y son considerados el primer equipo de marido y mujer tan honrado. En 2002, a los 90 años, Lisl recibió la Medalla de Oro de AIA Minnesota, un premio por la trayectoria de toda una vida.

## Legado
Lisl murió el  29 de noviembre de 2011 a la edad de 99 años; en el año 2012, para conmemorar el centenario de su nacimiento, el 4 de junio, tuvo lugar una reunión para celebrar su vida, la creatividad y los logros.
Con Winston Close (fallecido en 1997), esposo y socio durante casi 60 años, diseñó más de 300 estructuras residenciales personalizadas, amplias y funcionales; de techo plano, de madera, bloques de cemento, y ladrillo con una abundancia de vidrio; y además eran asequibles. En un vecindario de Saint Paul diseñaron en un barrio, The Grove, 14 residencias, incluyendo la suya propia, para la Universidad de Minnesota que tenía uno de sus dos campus en la ciudad de Saint Paul.
Además de la arquitectura residencial, Lisl y Win diseñaron proyectos de viviendas públicas y privadas, instalaciones médicas y el Instituto Biológico de Agua Dulce Gris en el Lago Minnetonka, en Navarra, Minnesota.
Como matrimonio, Lisl y Win tuvieron tres hijos: Ann, que se convirtió en profesora de alemán en el Colegio Carleton; Roy que es escritor y crítico de teatro y danza; y Bob, el fundador de Close Landscape Architecture, que ahora trabaja con AECOM Technology Corp. después de dirigir su propia firma durante 35 años.
Además de su pasión por la arquitectura, Lisl y Win compartieron su afición y amor por la música, tocando ella el violoncelo y él la viola.